# داوید ده لا فونته
داوید ده لا فونته (اسپانیایی: David de la Fuente‎؛ زادهٔ ۴ مهٔ ۱۹۸۱) دوچرخه‌سوار اهل اسپانیا است.
از باشگاه‌هایی که در آن رکاب زده‌است می‌توان به سونیر دوال-پرودیر، و تیم آستانه، سونیر دوال-پرودیر، و کاخا رورال-سگوروس رخا اشاره کرد.